# Newark Valley (New York)
Ne doit pas être confondu avec Newark Valley (village, New York).
Newark Valley est une ville (town) du comté de Tioga, dans l'État de New York, aux États-Unis,. En 2010, elle compte une population de 3 946 habitants.

## Démographie
Lors du recensement de 2010, la ville comptait une population de 3 946 habitants, tandis qu'en 2016, elle est estimée à 3 737 habitants.